# 鈴木一郎 (ギタリスト)
鈴木 一郎（すずき いちろう、1948年 - ）は、日本のクラシック・ギター奏者。

## 履歴
兵庫県神戸市出身。はじめピアノとヴァイオリンを学んでいたが、1960年代に入ってクラシックギターと出会い、小原安正に師事した。1970年にヨーロッパに渡り、アンドレス・セゴビアらに学んだ。バルセロナとパリを拠点に活動を行い、パラモス音楽祭の監督を務めるなどした。2007年に日本に帰国し、神戸で活動している。
ソリストとし数多くのオーケストラと共演し、1983年には武満徹からギター協奏曲『夢の縁へ』を献呈された。

## ディスコグラフィー
- ペニー・レイン（レオ・ブローウェル&鈴木一郎）
- バルセロナのそよ風（鈴木一郎・ミーツ・ビクトリア・デ・ロス・アンヘレス）
- ビル・エバンスの思い出（ウィーン弦楽四重奏団&鈴木一郎）